# Nålstjärtar
Nålstjärtar (Discosura) är ett litet släkte med fåglar i familjen kolibrier inom ordningen skärrfåglar som återfinns i Central- och Sydamerika. Släktet nålstjärtar omfattar fem arter:
- Tofsnålstjärt (D. popelairii)
- Svartbukig nålstjärt (D. langsdorffi)
- Kopparnålstjärt (D. letitiae)
- Grön nålstjärt (D. conversii)
- Spatelnålstjärt (D. longicaudus)